# Tajba
A Tajba Nemzeti Természeti rezervátum a Bodrogközben, Bodrogszerdahely község határában 27, 36 hektáron elterülő Bodrog-holtág, egy ma már ritka mocsári élővilágnak ad otthont. Rendszeres lakója többek között a mocsári teknős, melyet a veszélyeztetett fajokat összegyűjtő Vörös Könyv a kihalásra ítélt állatfajok közé sorol.